# 嵯峨野巡礼
「嵯峨野巡礼」（さがのじゅんれい）は、日本の楽曲。作詞：小谷憲一、作曲：奥村貢、歌：あべ静江。1979年10月 - 11月、NHKの『みんなのうた』で紹介。
主人公（誰であるとは断定していない。歌唱者のあべも同様である。あくまで歌の世界の話なのである）の母親の故郷である、秋の京都を訪れた様子を歌った楽曲。歌詞には「嵐山」「化野念仏寺」「大覚寺」といった、京都の名所が歌われている。映像では、まだ「嵐山駅」と名乗っていた現在の「嵯峨嵐山駅」や、ルート変更前の山陰本線が映されている。あべの「みんなのうた」出演は、2014年現在唯一。
再放送やDVD化はされなかったが、「みんなのうた発掘プロジェクト」で映像が提供され、2012年4月3日放送「みんなのうた発掘スペシャル」32年半ぶりに再放送された。